# Dream League Soccer
Dream League Soccer ist eine Fußball-Videospielserie, die vom britischen Studio First Touch Games entwickelt und für Android und iOS entwickelt wurde.
Ursprünglich am 6. Mai 2011 als „First Touch Soccer“ veröffentlicht, produzierte das Spiel zwei Ausgaben, danach wurde es in seine aktuelle Form umbenannt. Seitdem sind mehrere Editionen erschienen, alle unter dem Namen „DLS“. Die neueste Ausgabe ist DLS 2025, auch bekannt als DLS 25, veröffentlicht am 18. Dezember 2024.

## Serien
Obwohl das Spiel ursprünglich als First Touch Soccer gestartet wurde, hat FTG den First-Touch-Soccer-Titel entfernt und durch die DLS-Serie ersetzt. Das Spiel hat mehrere Fortsetzungen, wobei jährlich eine neue Ausgabe veröffentlicht wird. Ab dem 18. Dezember 2024 ist die neueste Fortsetzung DLS 2025.

## Spiel
Dream League Soccer ermöglicht es den Spielern, ihre eigene Fußballmannschaft zu gründen und zu verwalten und von den unteren Ligen einer fiktiven Liga in die oberste Liga aufzusteigen. Da das Spiel über die FIFPRO-Lizenz verfügt, können Spieler echte Spieler über einen In-Game-Transfermarkt für ihr Team verpflichten und in Liga- oder Pokalspielen gegen andere Teams antreten. Es gibt auch einen Trainingsmodus im Spiel, in dem Spieler die Fähigkeiten ihrer Teammitglieder verbessern können.
Das Spiel verfügt über 3D-Grafiken, realistische Animationen und ein In-Game-Kommentator, der während der Spiele Kommentare liefert. Das Spiel bietet auch lizenzierte Musiktitel, die während der Spiele und auf Menübildschirmen abgespielt werden.
Das Spiel wird über einen virtuellen Joystick und drei Bildschirmtasten gesteuert. Mit diesen Steuerelementen können Spieler ihre Spieler über das Feld bewegen, den Ball passen und auf das Tor schießen.
Es existieren verschiedene Spielmodi: Spieler können mit ihrer selbst aufgebauten Mannschaft in acht Ligen gegen den Computer spielen oder sich mit realen anderen Spielern messen. Dies kann entweder im Rahmen von besonderen Ergeignissen oder mit eigenen Freunden stattfinden.
Spieler können die Trikots, das Wappen und das Stadion ihres Teams im Spiel anpassen. Sie können auch aus verschiedenen Formationen und Taktiken wählen, basierend auf ihrem bevorzugten Spielstil. Das Spiel hat auch eine Option, die es Benutzern ermöglicht, ihr eigenes Trikot in das Spiel zu importieren. Wenn Spieler an Matches teilnehmen, sammeln sie Erfahrungspunkte, mit denen sie die Fähigkeiten ihrer Fußballer verbessern können. Um ihre Gesamtleistung zu verbessern, können Spieler ihre Spieler auch in bestimmten Bereichen wie Passen, Schießen und Tackling trainieren.

## Updates

### Frühe Jahre
Dream League Soccer ist ein von First Touch Games (FTG) entwickeltes mobiles Fußballspiel, das erstmals am 6. Mai 2011 unter dem Namen First Touch Soccer (FTS) veröffentlicht wurde. Das Spiel hat seit seiner ersten Veröffentlichung mehrere Veränderungen erfahren, wobei der Hersteller 2014 und 2015 zwei Versionen des Spiels unter dem Namen FTS veröffentlichte. Etwa zu dieser Zeit wurde die vorherige Version von First Touch Soccer in Dream League Soccer umbenannt, wie der Name bis heute lautet.

## Spieler auf dem Cover
- Dream League Soccer – keine
- Dream League Soccer 16 –  Diego Costa und  Aaron Ramsey
- Dream League Soccer 17 –  Diego Costa und  Aaron Ramsey
- Dream League Soccer 18 –  Gareth Bale und  Andrés Iniesta
- Dream League Soccer 19 –  Gareth Bale
- Dream League Soccer 20 –  Luis Suárez und  Gareth Bale
- Dream League Soccer 21 –  Roberto Firmino und  Kevin De Bruyne
- Dream League Soccer 22 –  Kevin De Bruyne und  Sergiño Dest
- Dream League Soccer 23 –  Kevin De Bruyne und  Achraf Hakimi
- Dream League Soccer 24 –  Kevin De Bruyne und  Rodrygo
- Dream League Soccer 25 –  Julián Álvarez und  Rodrygo